# بیمارستان امیرکبیر اهواز
بیمارستان امیرکبیر  واقع در استان خوزستان، شهرستان اهواز بیمارستانی است درمانی و وابسته به سازمان تامین اجتماعی با ۷۵ تخت ثابت که در سال ۱۳۷۳ خورشیدی تأسیس گردید. و دارای بخش‌های جراحی، داخلی، اطفال، جراحی زنان و زایمان، CCU و دیگر واحدهای پاراکلینیک و درمانگاهی می‌باشد.